# La Fureur du dragon
Pour plus de détails, voir Fiche technique et Distribution.
La Fureur du dragon (The Way of the Dragon ou Return of the Dragon aux États-Unis, 猛龍過江 en chinois traditionnel) est un film de kung-fu hongkongais interprété et réalisé par Bruce Lee en 1972.
Tourné en Italie, c'est le troisième film majeur de Bruce Lee, qui en est à la fois l'acteur principal, le scénariste, le réalisateur et le producteur. C'est également le dernier film sorti de son vivant puisque son film suivant Opération Dragon, est sorti en août 1973, un mois après sa mort.
Il récolte environ 130 millions de dollars américains de recettes dans le monde pour un petit budget de 130 000 US$, soit plus de mille fois sa mise de départ.

## Synopsis
Tang Lung (Bruce Lee), est un Hongkongais qui débarque à Rome pour aider la famille d'un ami, qui est victime de racket. Les aptitudes martiales de Tang repoussent les malfrats qui font alors appel à un redoutable champion d'arts martiaux...

## Fiche technique
- Titre : La Fureur du dragon

Logo de Concord Production Inc..

- Titre original : Meng long guo jiang
- Titre anglais : The Way of the Dragon / Return of the dragon
- Réalisation : Bruce Lee
- Scénario : Bruce Lee
- Musique : Joseph Koo
- Chorégraphie des combats : Bruce Lee et Unicorn Chan
- Production : Raymond Chow et Bruce Lee
- Sociétés de production : Concord Production Inc., Golden Harvest
- Pays d'origine :  Hong Kong
- Langues originales : mandarin, cantonais, anglais et italien
- Genre : Kung-fu, action, comédie
- Durée : 95 minutes
- Dates de sortie en salles : 
  -  Hong Kong : 1er juin 1972
  -  États-Unis : 14 août 1972
  -  Royaume-Uni : 14 juin 1974
  -  France : 18 décembre 1974
- Classifications :
  - Hong-Kong : IIB
  - États-Unis : R (Restricted)
  - France : Initialement interdit aux moins de 13 ans[1], puis mention tous publics[2]
- Affiche : Illustration Jean Mascii (France)

## Distribution
Légende : Doublage de 1974 (Copies René Chateau Vidéo) / Redoublage de 2002 (DVD Metropolitan Films).
- Bruce Lee (VF : Bernard Murat / Pierre Tessier) : Tang Lung
- Nora Miao (VF : Sylviane Margollé / Marie-Eugénie Maréchal) : Chen Ching-Hua
- Chuck Norris (VF : Daniel Gall / Bernard Tiphaine) : Colt
- Wei Ping-ao (VF : Amidou / Patrice Dozier) : Ho, (le gangster chinois allié des voyous)
- Huang Chung-hsin (VF : Jacques Provins) : l'oncle Wang
- Di Chin : Han Kun
- Robert Wall : Bob
- Tony Liu (VF : Sady Rebbot / Alexis Tomassian) : Tony
- Chan Unicorn (VF : Michel Bedetti / Luc Boulad) : Jimmy
- Fu Ching Chen (VF : Georges Poujouly) : Tommy
- Robert Chen : Robert
- Wu Ngan : Chuan
- Riccardo Billi : le banquier
- Wang In Sik : le karatéka japonais
- Jon T. Benn (VF : Jacques Aveline) : le boss
- Malisa Longo : la prostituée

## Scène mythique
La scène du combat dans le Colisée entre Bruce Lee et Chuck Norris fut tournée en quatre jours dans les studios de la Golden Harvest. D'après de nombreux professionnels, cet affrontement est un des meilleurs combats filmés de tous les temps,.

## De nombreux pastiches
La Fureur du Dragon et Opération Dragon engendrèrent toute une flopée de pastiches aux noms dérivés des titres américains (chronologiquement : Return of the Dragon et Enter the Dragon) : entre autres, Exit the Dragon, Enter the Tiger (1976), Return of the Kung Fu Dragon (1976), Enter the fat Dragon (1978), Re-enter the Dragon (1979), Enter Another Dragon (1981) ou encore, plus récemment, Enter the Black Dragon (1997).

## Tournage difficile à Rome
Dès le début, il était clair que le tournage dans la capitale Italienne allait être difficile. Bruce Lee et son équipe s'y sont rendus alors que rien n'avait été tourné, donc ils devaient toujours s'assurer que le travail à Rome puisse être coordonné avec le travail qui se faisait à Hong Kong. La plupart des gens de l'équipe n'avaient pas de permis de travail international, ni de visas, il a donc fallu obtenir des autorisations spéciales, mais ils ne pouvaient rester que trois semaines maximum. Avec un temps aussi limité, le programme du tournage était très chargé : 7 jours sur 7, de 6 h jusqu'à 18 h voire 20 h, dans les rues, à l'aéroport, à Rome pendant les heures de pointe, avec les piétons et les touristes, et également par mauvais temps. En deux semaines, Bruce Lee avait tout ce dont il avait besoin et pouvait rentrer à Hong Kong continuer le tournage.
Avec un budget de 350 000 dollars de Hong Kong (HKD), il était impossible de payer toutes les autorisations pour pouvoir tourner à l'intérieur. Alors tout le monde a dû se munir de sacs de voyage rempli de matériel puis payer son entrée comme un touriste. Et après avoir parlementé, les gardiens ne disaient rien, mais l'équipe devait rester discrète. Pour le Colisée, n'ayant pas reçu l'autorisation le jour du tournage, Bruce Lee décida de tourner encore en cachette, très tôt le matin, avant l'arrivée des touristes. L'équipe a pu finalement tourner pendant cinq heures avec l'accord d'un agent de sécurité[réf. nécessaire].

## Le plus gros succès
Bruce Lee avait prédit que La Fureur du Dragon dépasserait les 5 millions de HKD de recette. Personne ne l'a cru et la presse se moquait de sa vantardise. Le film sorti, les semaines défilaient comme les chiffres : plus d'un million, puis deux, et trois, on passe à quatre, pour arriver à plus de cinq, battant au passage le record de La Fureur de Vaincre. Bruce Lee était devenu le roi indiscutable du cinéma asiatique. Ce film remporta le prix du meilleur montage au Golden Horse Award (l'équivalent asiatique des Oscars) en 1973 et il est le film de Bruce Lee qui a eu le plus gros succès en Orient.
En France, le film est distribué par René Château qui le programme dans son cinéma parisien Le Hollywood Boulevard. Avec plus de quatre millions de spectateurs, c'est le meilleur film de Chuck Norris et le second meilleur film de Bruce Lee (derrière Opération Dragon).

## Scènes manquantes
Lors de la première sortie en version française distribuée par René Chateau, La Fureur du dragon a été amputé de quelques scènes[réf. nécessaire] :
- Lorsque Tang Lung (Bruce Lee) va au domicile de Chen Ching-Hua (Nora Miao) où il demande un verre d'eau puis demande : « Où sont les toilettes ? » Après la maison, il passe à la banque où il déclare ne pas faire confiance au banquier craignant de se faire voler par ce dernier sans pour autant donner des arguments justifiant son attitude.
- Après que Tang Lung a été invité au domicile de l'italienne ; quand cette dernière se déshabille, il se sauve et retourne chez Chen Ching-Hua où il rencontre l'un des restaurateurs.
- Tang Lung poursuit Ho, le voyou chinois à la solde du « patron » mafieux au Colisée et les amis de Tang Lung, Jimmy et Tony sont tués par l'oncle Wang, lequel coopérait depuis le début avec ces malfaiteurs pour devenir riche et retourner à Hong Kong retrouver sa famille (Robert survit, étant assommé par Bob Wall au début du combat).
- Après le combat contre Colt (Chuck Norris), Tang Lung crie : « Sale traître ! » et court après Ho, le voyou chinois à la solde du « patron » mafieux. Il découvre ses amis assassinés et l'oncle Wang qui s'est blessé lui-même pour leurrer Tang Lung. Il parvient à se débarrasser d'eux en les feintant. Ils se font tuer par le chef des bandits qui arrive mais la police l'arrête et découvre les corps, ce qui explique pourquoi Tang Lung et Chen Ching-Hua vont au cimetière (on peut supposer qu'il y a eu une fin alternative dans la première version. Une fin où on voit seulement Colt se faire tuer et Tang Lung avec ses amis devant une tombe qui pourrait être celle du karatéka américain, mais dans ce cas on ne sait pas ce que deviennent exactement les restaurateurs, pas plus que l'oncle Wang, le malfaiteur et le chef des bandits, on peut aussi remarquer que dans cette fin Tang Lung veut partir seul à cause de la mort accidentelle de Colt alors que dans l'autre c'est non seulement pour celle-ci mais aussi pour d'autres).

## Anecdotes
- La Fureur du dragon est le premier film entièrement réalisé par Bruce Lee. Par ailleurs, pour l'arrivée de son personnage à Rome, l'acteur s'est inspiré de son arrivée à Seattle au début des années 1960. À ce moment-là, Bruce Lee ne parlait pas anglais et était sans un sou en poche. Il a par la suite été embauché comme serveur dans un restaurant pour pouvoir payer ses études de philosophie. Détail particulièrement authentique : à l'aéroport, Bruce Lee avait réellement abordé un enfant et lui avait fait peur en lui faisant une grimace, tentant en fait de lui demander où il pouvait aller manger.

- Contrairement à The Big Boss et La Fureur de vaincre, La Fureur du dragon s'oriente davantage vers la comédie que le drame. Ici le héros principal utilise les arts martiaux uniquement pour se défendre et non pour agresser par désir de vengeance. À la fin de l'histoire, le Boss ne meurt pas mais se fait simplement arrêter. Certes des personnages connaissent une fin plus dramatique, notamment Colt et deux des restaurateurs, mais sans effusion de sang. Quant à Tang Lung, il repart en solitaire un peu à la façon de Clint Eastwood. En outre, Bruce Lee ne tue ici qu'une seule personne, par légitime défense et non sans compassion (détail visible à son regard au moment d'achever Colt).

- Lors des apparitions du personnage interprété par Chuck Norris, les premières notes de Come una sentenza, composé par Ennio Morricone pour le film Il était une fois dans l'Ouest, sont jouées; par ailleurs vers la fin du film quand Tang Lung (Bruce Lee) se met à chercher Colt (Chuck Norris) dans les ruines du Colisée de Rome, on peut entendre le thème L'Attentato, provenant du même film.

- A plusieurs reprises dans le film et notamment lors du combat entre Tang Lung (Bruce Lee) et Colt (Chuck Norris), on peut entendre quelques thèmes provenant de la bande originale du film Le Mystère Andromède (The Andromeda Strain), composé par Gil Mellé.

- Bob Wall fait ici ses débuts d'acteur. Il fut à l'origine non seulement un élève de Bruce Lee mais aussi son garde du corps. Il est cependant le seul dont la nationalité diffère de celle du personnage qui est européen, Wall étant en réalité américain.

- Ce film est le seul où le personnage de Chuck Norris meurt à la fin du film. C'est aussi l'un des deux films où l'acteur joue le méchant avec Massacre à San Francisco.

## Versions françaises
Le film a connu trois versions françaises :
- La première, qui a été amputée d'une dizaine de minutes, dans laquelle Bruce Lee, qui a gardé son vrai nom, serait le cousin de ceux qu'il aide. Il semble comprendre la langue étrangère. Dans cette version, Chuck Norris et Bob Wall ont eux aussi gardé leurs vrais noms. Dans cette première version, Bruce Lee est doublé par Bernard Murat. Cette version est sortie en cassette VHS et en DVD chez René Chateau Vidéo (durée 86 minutes)
- La deuxième dispose du même doublage français que pour la première, mais comporte elle l'intégralité de l'oeuvre (durée 95 minutes), et distribuée en Belgique par la société Cinebel. Cette deuxième version était encore diffusée dans les années 90 à la télévision belge. Sans l'affirmer, il n'est pas improbable que la version distribuée par René Chateau Vidéo en France ait été amputée d'une dizaine de minutes pour des questions surprenantes de censure.
- La troisième, qui date de 2002, est intégrale et respecte l'œuvre ; c'est-à-dire que Bruce Lee porte le nom d'origine du personnage (Tang Lung), il n'est pas cousin des restaurateurs et ne comprend pas la langue étrangère qui est l'italien dans la VF. Chuck Norris porte aussi le nom de son personnage (Colt). Pourtant dans cette deuxième version française, Colt (Chuck Norris) présente bien Bob (Bob Wall) en disant « Bob est mon élève ». Dans la première version de 1974 il le présentait ainsi : « Bob Wall est mon élève ». Dans cette deuxième version Bruce Lee est doublé par Pierre Tessier tandis que l'unique réplique de Chuck Norris est assurée par le comédien qui est devenu depuis sa voix française régulière, Bernard Tiphaine.